# Jānis Čakste
Jānis Kristaps Čakste (Sesava, 14 de setembro de 1859 – Riga, 14 de março de 1927), mais conhecido como Jānis Čakste, foi um advogado e político letão que serviu como presidente da Letónia de 1918 até sua morte em 1927, tendo sido o 1º presidente do país após a independência da Letônia sobre o Império Russo.